# Athyrium intermixtum
Athyrium intermixtum là một loài thực vật có mạch trong họ Woodsiaceae. Loài này được Ching & P.S. Chiu miêu tả khoa học đầu tiên năm 1986.